# Marie Ellenrieder

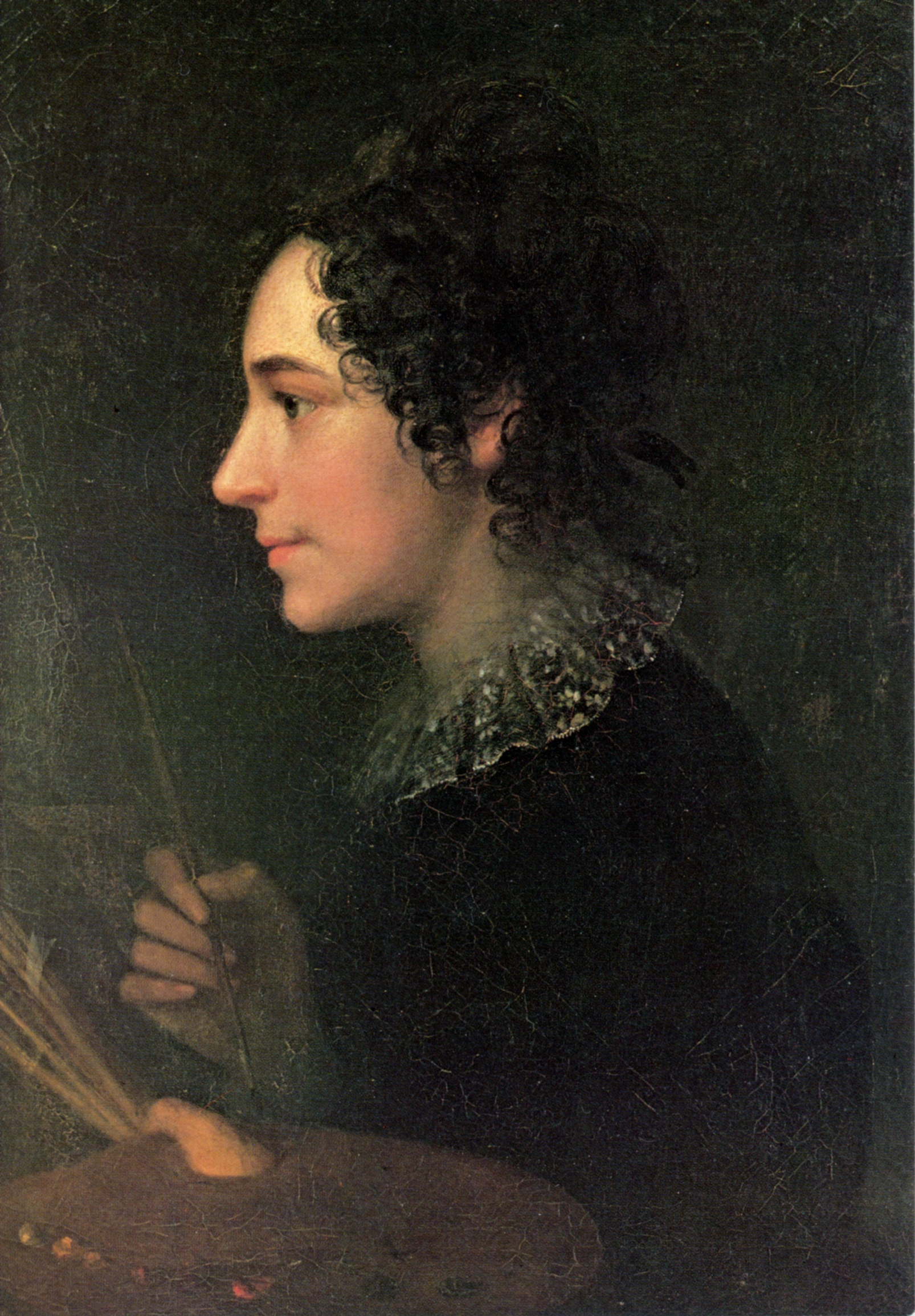
Selbstbildnis Marie Ellenrieders im Alter von 28 Jahren, 1819

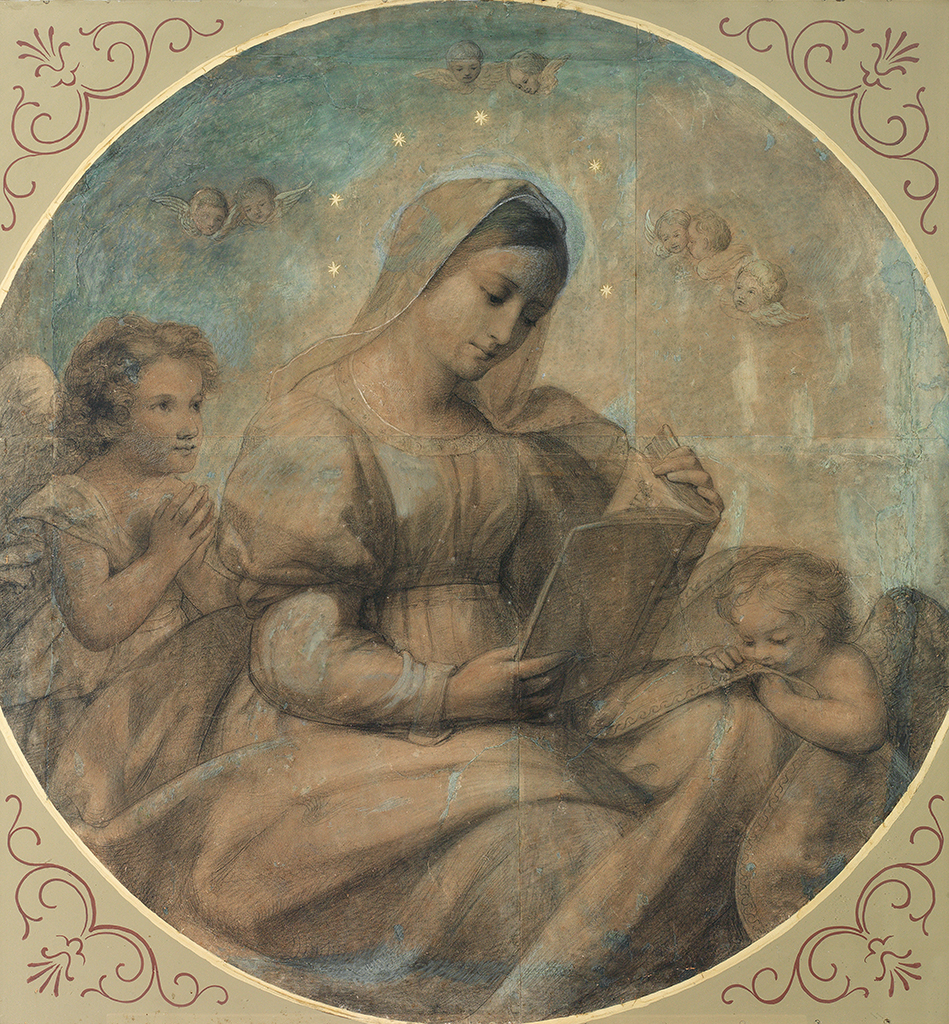
Maria beim Studium, 1816 (überholt 1843)

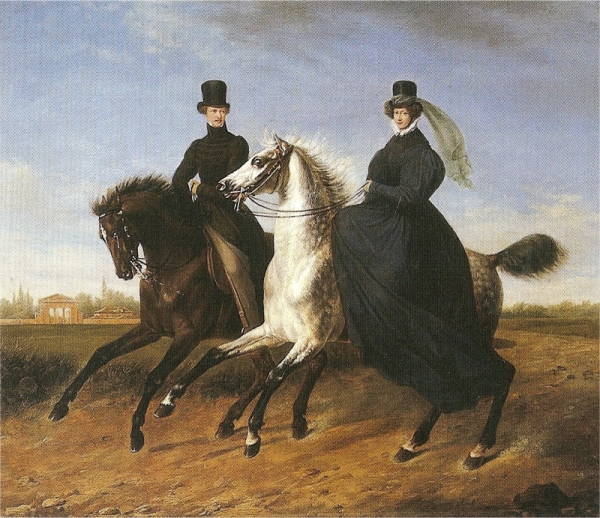
General Krieg von Hochfelden und Gemahlin zu Pferde. Landesbildstelle Baden, Karlsruhe, 1832

Marie Ellenrieder (* 20. März 1791 in Konstanz; † 5. Juni 1863 ebenda) war eine deutsche Malerin. Ihr Taufname ist Anna Marie Ellenrieder. Gegen Ende des 19./Anfang des 20. Jahrhunderts wurde fälschlicherweise der Vorname Maria benutzt.

## Leben
Marie Ellenrieder wurde als jüngste von vier Schwestern in Konstanz geboren. Ihre Mutter, Maria Anna Ellenrieder, war eine Tochter des Barockmalers Franz Ludwig Hermann. Sie versorgte den Haushalt. Ellenrieders Vater, Konrad Ellenrieder, war Uhrmacher. Ihre Schulzeit verbrachte Marie Ellenrieder bei den Dominikanerinnen der Klosterschule Zoffingen in Konstanz.

### Akademie der Bildenden Künste München
Nach ihrer Lehre bei dem Konstanzer Miniaturmaler und Lehrer Joseph Einsle (1774–1829) erhielt sie 1813 mit 22 Jahren als erste künstlerisch tätige Frau das Privileg, zum Studium an der Kunstakademie zu München zugelassen zu werden. Protegiert wurde sie dabei vom Konstanzer Generalvikar Ignaz Heinrich von Wessenberg. Nach ihrem Studium war sie als Porträtmalerin für die südwestdeutschen Fürstenhöfe tätig und produzierte, ganz im Sinne ihres Förderers Wessenberg, auch katholische Sakralkunst.
Im Jahre 1818 erhielt sie eine Einladung an den Hohenzollerischen Hof in Sigmaringen, um die Fürstin und ihre Kinder zu porträtieren. Ein Jahr später, 1819, weilte sie für längere Zeit am Fürstenbergischen Hof in Donaueschingen, um die Porträts des fürstlichen Paares, Carl Egon II. und Amalie zu Fürstenberg, zu malen. Im selben Jahr erhielt sie von der Pfarrgemeinde Ichenheim bei Offenburg den Auftrag, für die neu erbaute Kirche St. Nikolaus drei Altarbilder zu malen. 1820 wurde sie nach Karlsruhe gerufen, um Erbprinz Leopold von Baden und seine junge Frau zu malen. Die Jahre 1817 bis 1822 werden als die fruchtbarste Epoche in ihrem Leben angesehen.

### Aufenthalt in Rom
Von 1822 bis 1824 hielt sich Ellenrieder in Rom auf, wo sie sich weiter ausbilden ließ und Louise Seidler, Julius Schnorr von Carolsfeld, Philipp Veit, Friedrich Overbeck und andere Mitglieder der Künstlergruppe der Nazarener kennenlernte. Dieser Romaufenthalt und die Begegnung mit den Nazarenern waren entscheidend für ihr weiteres Werk, obwohl sie sich nach eigenem Bekunden von den männlichen Künstlern trotz ihres großen Talents nicht ernst genommen fühlte.
Am 1. Juli 1824 verließ sie Rom und reiste mit ihrer Freundin Katharina von Predl nach Florenz, wo beide bei dem Kupferstecher und Kunsthändler Johann Baptist Metzger lebten. Über ein Jahr arbeitete und studierte sie hier und fertigte auch Kopien nach Raffael und Perugino an. Zurück in Baden ließ sie die Porträtmalerei als Streben nach Eitelkeit hinter sich und widmete sich ganz der religiösen Kunst. Der Badische Kunstverein verlieh ihr als erster Frau die Goldene Medaille für Kunst und Wissenschaft. 
Großherzog Ludwig wertete die Medaille noch auf durch die Verleihung des Bandes des Vaterländischen Verdienstordens.

### Religiöse Kunst
1827 malte Ellenrieder das Hochaltarbild der Pfarrkirche St. Bartholomäus in Ortenberg bei Offenburg, ein Bild des Namenspatrons der Kirche, 1836 ebendort das Bild des rechten Seitenaltars, den heiligen Joseph mit dem Jesusknaben. 1828 erhielt sie den Auftrag, den Hochaltar für die neue Stadtkirche St. Stephan in Karlsruhe zu malen. Wegen der beträchtlichen Ausmaße des Gemäldes (4,70 × 3,20 m) wies der Großherzog der Künstlerin eigens einen großen Arbeitsraum im Regierungsgebäude in Konstanz zu.
Im Jahre 1829 ernannte Ludwig sie zur Hofmalerin, was außer dem Titel zudem ein Jahresgehalt von 300 Gulden bedeutete. 1832 erhielt sie den Auftrag zu einem großen Familienbild, das Großherzogin Sophie mit ihren Kindern zeigen sollte. Die Künstlerin musste sich zur Ausführung dieses Auftrags für zwei Jahre nach Karlsruhe begeben. Das 1834 vollendete Gemälde hing später im Zähringer-Museum (Neues Schloss (Baden-Baden)).
Marie Ellenrieder zog sich immer mehr ins Privatleben zurück, erteilte aber in dieser Zeit Privatunterricht z. B. an Jenny von Droste zu Hülshoff. Mehrere ihrer Werke entstanden auf Schloss Werenwag im Oberen Donautal. 1839/1840 reiste sie ein zweites Mal nach Rom, fand jedoch nicht die erhoffte künstlerische Inspiration. In den Jahren 1847 und 1849 fertigte sie für die britische Königin Victoria zwei großformatige religiöse Gemälde.
Am 5. Juni 1863 starb Marie Ellenrieder im Alter von 72 Jahren an den Folgen einer Erkältung. Sie liegt auf dem Hauptfriedhof Konstanz begraben.

## Gedenken

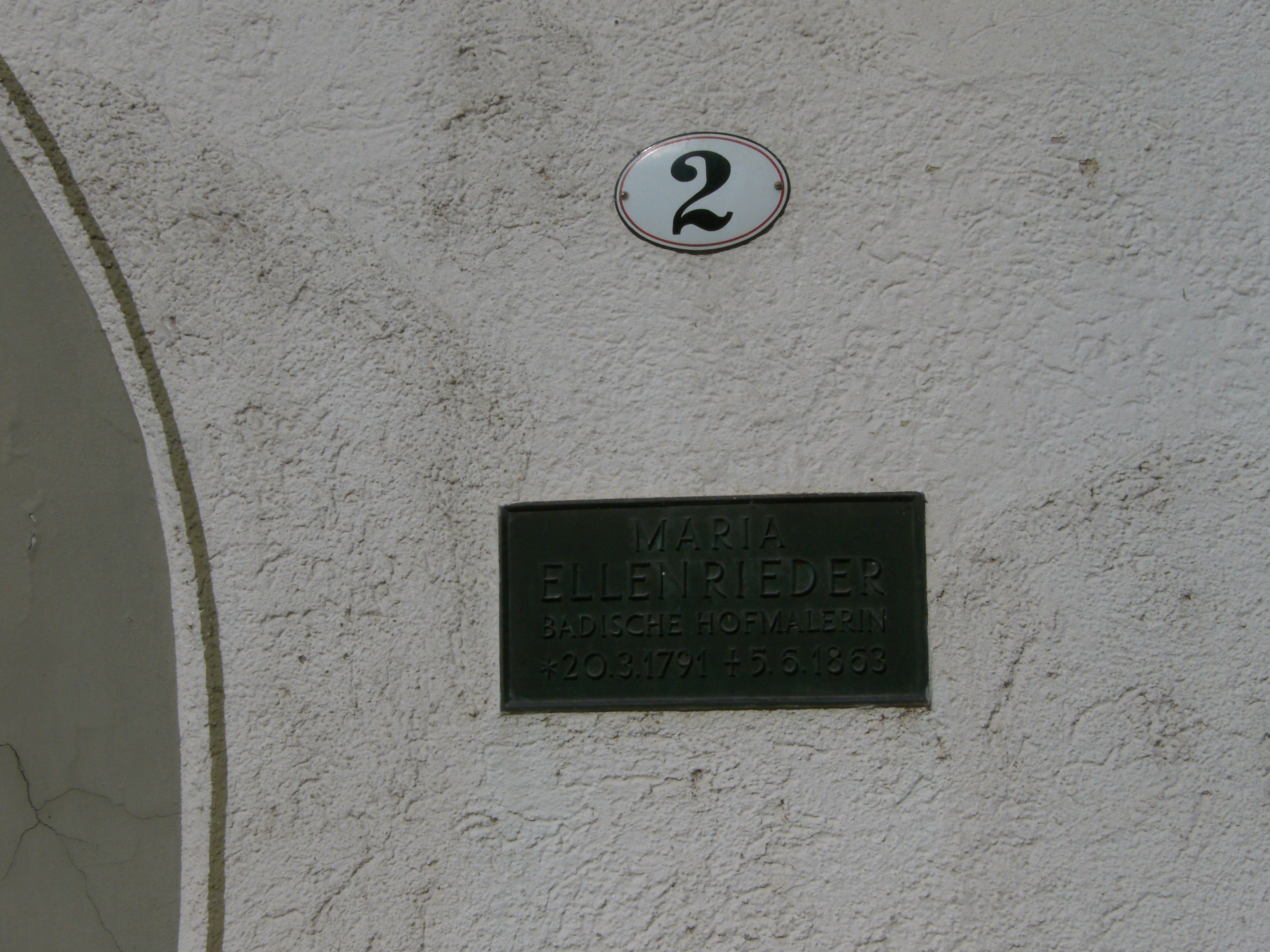
Konstanz, Fischmarkt 2. Wohnhaus von Marie Ellenrieder. Informationstafel

Ihre Heimatstadt würdigte sie mit dem nach ihr benannten Ellenrieder-Gymnasium sowie seit 1991 der Maria-Ellenrieder-Straße im Stadtteil Paradies. An ihrem ehemaligen Wohnhaus in Konstanz, Fischmarkt 2 weist eine Gedenkplakette auf sie hin.

## Sammlung in Museen
- Rosgartenmuseum

## Werke

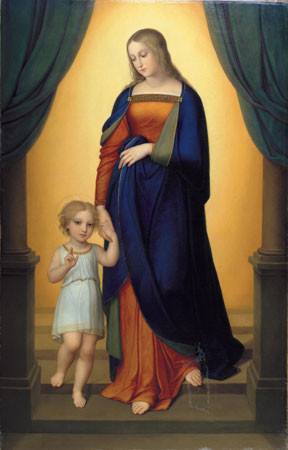
Maria mit dem Jesusknaben an der Hand. Staatliche Kunsthalle, Karlsruhe, 1824

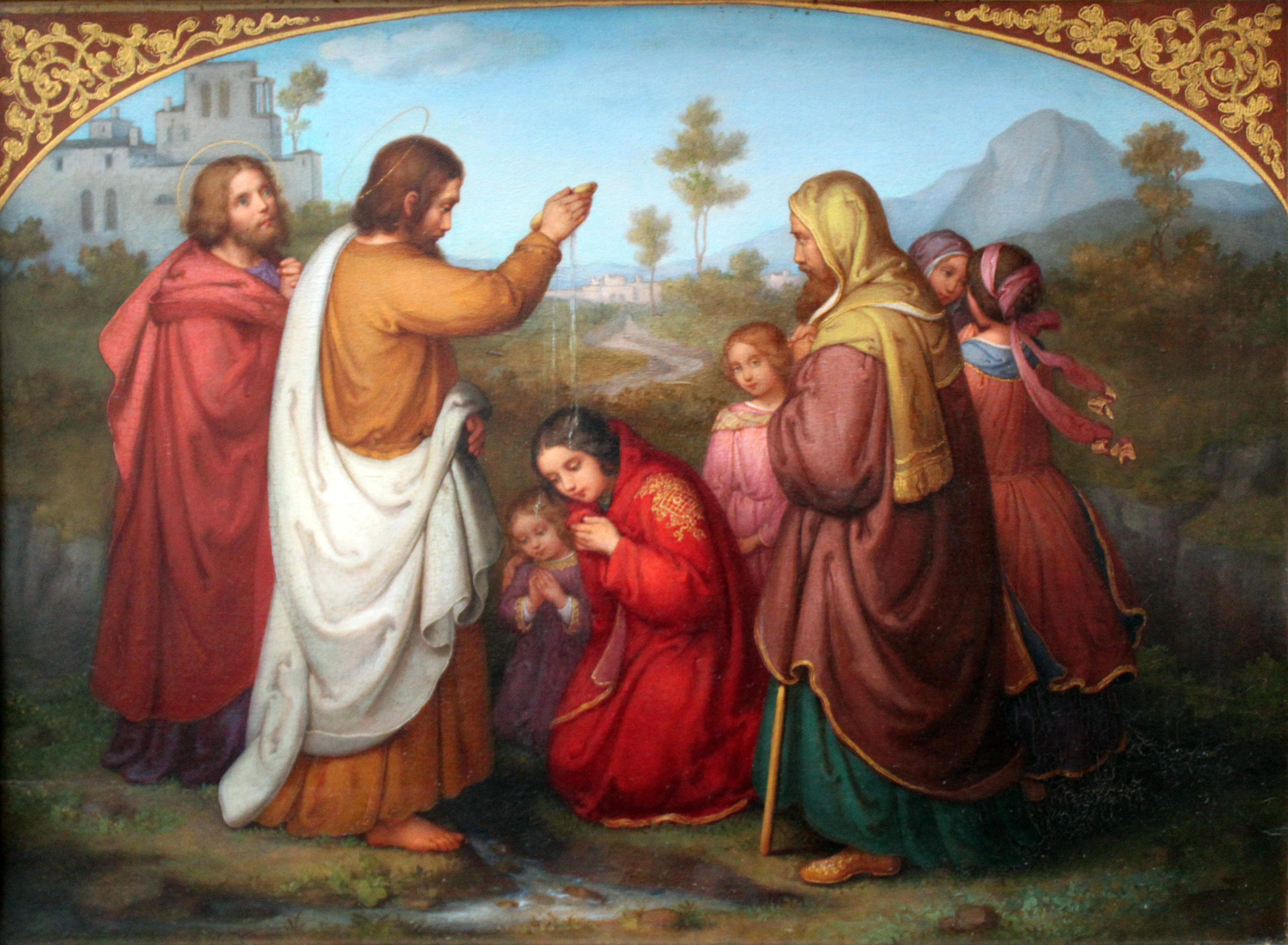
Die Taufe der Lydia. Alte Nationalgalerie, Berlin, 1861

Zu Ellenrieders Gemälden zählen vor allem Porträts, zahlreiche Altarbilder für Kirchen in Südwestdeutschland und andere Bilder mit sakralen Motiven (Engel, Jesuskinder und Heilige). Ihre Hauptwerke prägt der Stil der Nazarener, den sie während ihrer ersten Romreise (1822–1824) aufgriff.
Hauptwerke Ellenrieders:
- Ignaz Heinrich von Wessenberg (1819)
- Selbstbildnis Marie Ellenrieder (um 1820), Rosgartenmuseum, Konstanz
- Maria mit dem Jesusknaben an der Hand (1824), Staatliche Kunsthalle Karlsruhe
- Die Marter des heiligen Stephan (1827)
- Die heilige Cäcilie (1833)
- Maria im Rosenhag (1834)
- Die heilige Felicitas mit ihren Söhnen
- Porträt des Großherzogs Ludwig I. von Baden
- Jesus als Kinderfreund (1845), in der Dreifaltigkeitskirche (Konstanz)
- Die Taufe der Lydia (1861), Alte Nationalgalerie Berlin[5]
- Maria mit dem Jesuskind (unvollendet), Städtische Wessenberg-Galerie Konstanz (In der Marienkapelle in Waibstadt erinnert eine kleine Replik an das unvollendete Kunstwerk, das eine Auftragsfertigung der katholischen Kirchengemeinde Waibstadt war.)

## Ausstellungen
- 18. Mai 2013 – 25. August 2013: Einfach himmlisch. Zum 150. Todestag von Maria Ellenrieder. Städtische Wessenberg-Galerie und Rosgartenmuseum. Konstanz.
- 11. Oktober 2019 – 8. März 2020: Sonderausstellung Der Kampf um Sichtbarkeit. Künstlerinnen der Nationalgalerie vor 1919. Berlin
- 9. Mai – 30. August 2020: Beruf: Künstlerin! Zehn deutsche Malerinnen am Bodensee. Die Städtische Wessenberg-Galerie Konstanz präsentiert Marie Ellenrieder gemeinsam mit weiteren Künstlerinnen des süddeutschen Raums.[6]